# NGC 2474
NGC 2474 este o galaxie eliptică situată în constelația Linxul. A fost descoperită în 17 martie 1790 de către William Herschel.